# SG Quelle Fürth
SG Quelle Fürth im TV 1860 e.V. é uma agremiação esportiva alemã, fundada a 1 de junho de 1973, sediada em Fürth, na Baviera.

## História
Foi fundado uma seção de futebol do clube de atletismo TV 1860 Fürth em 1973. O nome, SG Quelle, se refere à forte ligação com a empresa de mesmo nome, portanto, se originou da equipe Kickers BSG Quelle.
Participou das ligas inferiores amadoras da Média Francónia até 1988, quando finalmente ganhou a promoção da Bezirksliga Mittelfranken-Süd à Landesliga Bayern-Mitte (IV). Depois de quatro temporadas em que lutou pela permanência na divisão, o SG Quelle foi rebaixado para a Bezirksoberliga Mittelfranken em 1992. No anterior, Dieter Lieberwirth, um ex-jogador do 1. FC Nuremberg, foi empossado gerente de futebol, cargo que ocupou até 2002, quando retornou a Nuremberg.
Seu melhor desempenho na Bezirksoberliga Mittelfranken foi um sétimo lugar na temporada 1993-1994, conquistando o título na temporada seguinte. Promovido à Bayernliga, terminou em segundo, atrás do também promovido SC Weismain-Obermain. Ambos ganharam um lugar na Regionalliga Süd para o ano seguinte. O Fürth, como segundo colocado, teve de jogar os play-offs contra o vice-campeão da Oberliga Hessen, Viktoria Aschaffenburg, e o da Oberliga Baden-Württemberg, VfB Stuttgart II, derrotando ambos os times.
Atuou por uma temporada na mesma liga acompanhado de seus vizinhos poderosos, 1. FC Nuremberg e SpVgg Greuther Fürth, mas a companhia durou pouco. Enquanto os outros regressaram à 2. Bundesliga, o Quelle cairia para a Bayernliga.
Nas duas temporadas seguintes o time terminou em segundo em 1998 e 1999. Em 1998, perdeu a promoção para o SC Pfullendorf. Na seguinte, conseguiu retornar à Regionalliga, desta vez, terminando à frente do SV Sandhausen e do SG Hoechst na fase de promoção. No entanto, o clube não conseguiu manter o mesmo nível e desceu à Oberliga na temporada posterior.
De 2000 a 2003, o SG Quelle atuou na Oberliga antes de ser rebaixado, dessa vez à Landesliga.
Um vice-campeonato, em 2004, não foi suficiente para conquistar o acesso à Bayernliga. Contudo, na temporada seguinte conseguiu a promoção, mas novamente foi relegado.
Na temporada 2006-2007 a equipe desceu a ladeira até a Bezirksoberliga, na qual, fiel ao seu passado instável, ganhou a promoção em linha reta de volta. De volta à Landesliga, na temporada 2008-2009, o clube lutava no extremo inferior da tabela e um 14º lugar, em igualdade de pontos com o 15º colocado SV 73 Nürnberg-Süd, significava que seria obrigado a disputar uma repescagem para definir o rebaixamento mais uma vez. O Quelle venceu por 1 a 0 e esteve presente na Landesliga, em 2009-2010, mas sofreu outro descenso, novamente à Bezirksoberliga.

## Títulos
| - Fußball-Bayernliga (IV) - Vice-campeão: (3) 1996, 1998, 1999; - Landesliga Bayern-Mitte (V) - Campeão: (2) 1995, 2005; - Vice-campeão: 2004; - Bezirksoberliga Mittelfranken (V) - Campeão: 1993; - Vice-campeão: 2008; | - Mittelfranken Cup - Campeão: 1999; - Vice-campeão: 2006; |

## Cronologia recente
A recente performance do clube:
| Temporada | Divisão                       | Módulo | Posição |
| 1999–2000 | Regionalliga Süd              | III    | 16º ↓   |
| 2000–01   | Bayernliga                    | IV     | 9º      |
| 2001–02   | Bayernliga                    | IV     | 8º      |
| 2002–03   | Bayernliga                    | IV     | 15º ↓   |
| 2003–04   | Landesliga Bayern-Mitte       | V      | 2º      |
| 2004–05   | Landesliga Bayern-Mitte       | V      | 1º ↑    |
| 2005–06   | Bayernliga                    | IV     | 17º ↓   |
| 2006–07   | Landesliga Bayern-Mitte       | V      | 17º ↓   |
| 2007–08   | Bezirksoberliga Mittelfranken | VI     | 2º ↑    |
| 2008–09   | Landesliga Bayern-Mitte       | VI     | 14º     |
| 2009–10   | Landesliga Bayern-Mitte       | VI     | 17º ↓   |
| 2010-11   | Bezirksoberliga Mittelfranken | VII    | 3º      |
| 2011–12   | Bezirksoberliga Mittelfranken | VII    | 3º ↑    |
| 2012–13   | Landesliga Bayern-Nordost     | VI     | º       |